# Finales de la Liga de Naciones Concacaf 2022-23
Las Finales de la Liga de Naciones de Concacaf 2022-23 fueron la fase final de la edición 2022-23 de la Liga de Naciones Concacaf, la segunda temporada de la competencia internacional de fútbol que involucró a los equipos nacionales masculinos de las asociaciones miembros de Concacaf.
Esta última fase estuvo compuesta por los cuatro ganadores de la fase de grupos de la Liga A, quienes jugaron semifinales, un partido por el tercer puesto y un partido final para determinar el campeón de la competencia. El campeonato se llevó a cabo en una única sede.

## Formato
Las finales se jugaron con un sistema de eliminación directa. En las semifinales, en caso de que persistía el empate al final del tiempo reglamentario, no se jugaron tiempos extras y los partidos se fueron directo a definición por penales. En la final, en caso de persistir el empate al final del tiempo reglamentario, se jugarían dos tiempos extras de 15 minutos cada uno. En caso de que el marcador seguía empatado al término de los tiempos extras, una tanda de penales determinaría al ganador del torneo. 
Cada nación debió proporcionar una lista de 23 jugadores, tres de los cuales debían ser porteros. Cada lista debía ser entregada 10 días antes del partido inaugural. Un jugador que se retiraba antes del primer partido podía ser reemplazado, sujeto a la aprobación final de Concacaf. El ganador del encuentro final de la Liga de Naciones recibió el trofeo del campeonato.

## Sede
Las Finales de la Liga de Naciones de la Concacaf se llevaron a cabo en el estado de Nevada, Estados Unidos. Las semifinales y la final se jugaron en la ciudad de Las Vegas, en el Allegiant Stadium.

## Equipos clasificados
Los cuatro ganadores de la fase de grupos de la Liga A se clasificaron según sus resultados para determinar los enfrentamientos en semifinales.
| Ganador | País           | Fecha de calificación | Clasificación general de la Liga A | PJ | PG | PE | PP | GF | GC | DG | Pts |
| ------- | -------------- | --------------------- | ---------------------------------- | -- | -- | -- | -- | -- | -- | -- | --- |
| Grupo D | Estados Unidos | 27 de marzo de 2023   | 1.º                                | 4  | 3  | 1  | 0  | 14 | 2  | 12 | 10  |
| Grupo B | Panamá         | 28 de marzo de 2023   | 2.º                                | 4  | 3  | 1  | 0  | 8  | 0  | 8  | 10  |
| Grupo C | Canadá         | 28 de marzo de 2023   | 3.º                                | 4  | 3  | 0  | 1  | 11 | 3  | 8  | 9   |
| Grupo A | México         | 26 de marzo de 2023   | 4.º                                | 4  | 2  | 2  | 0  | 8  | 3  | 5  | 8   |

## Fase Final
Las semifinales del torneo se jugaron de acuerdo a la clasificación general de la fase de grupos (1.º vs. 4.º y 2.º vs. 3.º) seguidos por el partido por el tercer lugar y la final.

### Cuadro de desarrollo
|  | Semifinales | Semifinales    | Semifinales |        |                | Final          | Final        | Final        |  |
|  |             |                |             |        |                |                |              |              |  |
|  |             |                |             |        |                |                |              |              |  |
|  | 1           | Estados Unidos | 3           |        |                |                |              |              |  |
|  | 1           | Estados Unidos | 3           |        |                |                |              |              |  |
|  | 4           | México         | 0           |        |                |                |              |              |  |
|  | 4           | México         | 0           |        | Estados Unidos | Estados Unidos | 2            |              |  |
|  |             |                |             |        | Estados Unidos | Estados Unidos | 2            |              |  |
|  |             |                | Canadá      | Canadá | 0              |                |              |              |  |
|  | 2           | Panamá         | Canadá      | Canadá | 0              | 0              |              |              |  |
|  | 2           | Panamá         |             |        |                | 0              |              |              |  |
|  | 3           | Canadá         | 2           |        |                | Tercer lugar   | Tercer lugar | Tercer lugar |  |
|  | 3           | Canadá         | 2           |        |                | Tercer lugar   | Tercer lugar | Tercer lugar |  |
|  |             |                |             |        |                |                |              |              |  |
|  |             |                |             |        |                | Panamá         | Panamá       | 0            |  |
|  |             |                |             |        |                | Panamá         | Panamá       | 0            |  |
|  |             |                |             |        |                | México         | México       | 1            |  |
|  |             |                |             |        |                | México         | México       | 1            |  |
|  |             |                |             |        |                |                |              |              |  |

- Los horarios corresponden a la hora local PDT (UTC-7).

### Semifinales
| 15 de junio de 2023 | Panamá | 0:2 (0:1) | Canadá                   | Allegiant Stadium, Las Vegas |                           |
| 16:00               |        | Reporte   | - David 25' - Davies 70' | Árbitro(s): Juan Calderón    | Árbitro(s): Juan Calderón |

| 15 de junio de 2023 | Estados Unidos                | 3:0 (2:0) | México | Allegiant Stadium, Las Vegas                            |                                                         |
| 19:00               | - Pulisic 37', 43' - Pepi 79' | Reporte   |        | Asistencia: 65 000 espectadores Árbitro(s): Iván Barton | Asistencia: 65 000 espectadores Árbitro(s): Iván Barton |

### Tercer lugar
| 18 de junio de 2023 | Panamá      | 0:1 (0:1) | México | Allegiant Stadium, Las Vegas |                              |
| 15:00               | Gallardo 4' | Reporte   |        | Árbitro(s): Daneon Parchment | Árbitro(s): Daneon Parchment |

### Final
| 18 de junio de 2023 | Estados Unidos               | 2:0 (2:0) | Canadá | Allegiant Stadium, Las Vegas                              |                                                           |
| 18:00               | - Richards 12' - Balogun 34' | Reporte   |        | Asistencia: 35 000 espectadores Árbitro(s): Said Martínez | Asistencia: 35 000 espectadores Árbitro(s): Said Martínez |

| 1     | POR   | Matt Turner       |     |
| 19    | DEF   | Joe Scally        | 79' |
| 3     | DEF   | Walker Zimmerman  |     |
| 4     | DEF   | Chris Richards    |     |
| 5     | DEF   | Antonee Robinson  |     |
| 11    | MED   | Brenden Aaronson  | 68' |
| 6     | MED   | Yunus Musah       |     |
| 21    | MED   | Timothy Weah      |     |
| 7     | MED   | Giovanni Reyna    | 46' |
| 10    | MED   | Christian Pulisic |     |
| 20    | DEL   | Folarin Balogun   | 76' |
| D. T. | D. T. | B. J. Callaghan   |     |

| 18    | POR   | Milan Borjan      |     |
| 2     | DEF   | Alistair Johnston | 60' |
| 23    | DEF   | Scott Kennedy     | 61' |
| 4     | DEF   | Kamal Miller      |     |
| 22    | DEF   | Richie Laryea     |     |
| 19    | MED   | Alphonso Davies   |     |
| 7     | MED   | Stephen Eustáquio | 89' |
| 8     | MED   | Ismaël Koné       |     |
| 21    | MED   | Jonathan Osorio   | 61' |
| 20    | DEL   | Jonathan David    |     |
| 17    | DEL   | Cyle Larin        | 76' |
| D. T. | D. T. | John Herdman      |     |

| 14 | MED | Luca de la Torre | 46' |
| 15 | MED | Johnny Cardoso   | 68' |
| 9  | DEL | Ricardo Pepi     | 76' |
| 23 | DEF | Auston Trusty    | 79' |

| 11 | DEL | Tajon Buchanan  | 60' |
| 5  | DEF | Steven Vitória  | 61' |
| 3  | DEF | Sam Adekugbe    | 61' |
| 9  | DEL | Lucas Cavallini | 76' |
| 10 | DEL | Junior Hoilett  | 89' |

| 12' · 34' | Chris Richards Folarin Balogun | 1:0 2:0 |

| 80' · 81' | Johnny Cardoso Matt Turner |

| 16' · 45+4' | Scott Kennedy Richie Laryea |

| Principal  | Said Martínez     |
| Asistentes | Walter López      |
|            | Christian Ramírez |
| Cuarto     | Selvin Brown      |

| VAR            | Ricardo Montero |
| Asistentes VAR | Benjamín Pineda |

| 1     | POR   | Matt Turner       |     |
| 19    | DEF   | Joe Scally        | 79' |
| 3     | DEF   | Walker Zimmerman  |     |
| 4     | DEF   | Chris Richards    |     |
| 5     | DEF   | Antonee Robinson  |     |
| 11    | MED   | Brenden Aaronson  | 68' |
| 6     | MED   | Yunus Musah       |     |
| 21    | MED   | Timothy Weah      |     |
| 7     | MED   | Giovanni Reyna    | 46' |
| 10    | MED   | Christian Pulisic |     |
| 20    | DEL   | Folarin Balogun   | 76' |
| D. T. | D. T. | B. J. Callaghan   |     |

| 18    | POR   | Milan Borjan      |     |
| 2     | DEF   | Alistair Johnston | 60' |
| 23    | DEF   | Scott Kennedy     | 61' |
| 4     | DEF   | Kamal Miller      |     |
| 22    | DEF   | Richie Laryea     |     |
| 19    | MED   | Alphonso Davies   |     |
| 7     | MED   | Stephen Eustáquio | 89' |
| 8     | MED   | Ismaël Koné       |     |
| 21    | MED   | Jonathan Osorio   | 61' |
| 20    | DEL   | Jonathan David    |     |
| 17    | DEL   | Cyle Larin        | 76' |
| D. T. | D. T. | John Herdman      |     |

| 14 | MED | Luca de la Torre | 46' |
| 15 | MED | Johnny Cardoso   | 68' |
| 9  | DEL | Ricardo Pepi     | 76' |
| 23 | DEF | Auston Trusty    | 79' |

| 11 | DEL | Tajon Buchanan  | 60' |
| 5  | DEF | Steven Vitória  | 61' |
| 3  | DEF | Sam Adekugbe    | 61' |
| 9  | DEL | Lucas Cavallini | 76' |
| 10 | DEL | Junior Hoilett  | 89' |

| 12' · 34' | Chris Richards Folarin Balogun | 1:0 2:0 |

| 80' · 81' | Johnny Cardoso Matt Turner |

| 16' · 45+4' | Scott Kennedy Richie Laryea |

| Principal  | Said Martínez     |
| Asistentes | Walter López      |
|            | Christian Ramírez |
| Cuarto     | Selvin Brown      |

| VAR            | Ricardo Montero |
| Asistentes VAR | Benjamín Pineda |

| 1     | POR   | Matt Turner       |     |
| 19    | DEF   | Joe Scally        | 79' |
| 3     | DEF   | Walker Zimmerman  |     |
| 4     | DEF   | Chris Richards    |     |
| 5     | DEF   | Antonee Robinson  |     |
| 11    | MED   | Brenden Aaronson  | 68' |
| 6     | MED   | Yunus Musah       |     |
| 21    | MED   | Timothy Weah      |     |
| 7     | MED   | Giovanni Reyna    | 46' |
| 10    | MED   | Christian Pulisic |     |
| 20    | DEL   | Folarin Balogun   | 76' |
| D. T. | D. T. | B. J. Callaghan   |     |

| 18    | POR   | Milan Borjan      |     |
| 2     | DEF   | Alistair Johnston | 60' |
| 23    | DEF   | Scott Kennedy     | 61' |
| 4     | DEF   | Kamal Miller      |     |
| 22    | DEF   | Richie Laryea     |     |
| 19    | MED   | Alphonso Davies   |     |
| 7     | MED   | Stephen Eustáquio | 89' |
| 8     | MED   | Ismaël Koné       |     |
| 21    | MED   | Jonathan Osorio   | 61' |
| 20    | DEL   | Jonathan David    |     |
| 17    | DEL   | Cyle Larin        | 76' |
| D. T. | D. T. | John Herdman      |     |

| 14 | MED | Luca de la Torre | 46' |
| 15 | MED | Johnny Cardoso   | 68' |
| 9  | DEL | Ricardo Pepi     | 76' |
| 23 | DEF | Auston Trusty    | 79' |

| 11 | DEL | Tajon Buchanan  | 60' |
| 5  | DEF | Steven Vitória  | 61' |
| 3  | DEF | Sam Adekugbe    | 61' |
| 9  | DEL | Lucas Cavallini | 76' |
| 10 | DEL | Junior Hoilett  | 89' |

| 12' · 34' | Chris Richards Folarin Balogun | 1:0 2:0 |

| 80' · 81' | Johnny Cardoso Matt Turner |

| 16' · 45+4' | Scott Kennedy Richie Laryea |

| Principal  | Said Martínez     |
| Asistentes | Walter López      |
|            | Christian Ramírez |
| Cuarto     | Selvin Brown      |

| VAR            | Ricardo Montero |
| Asistentes VAR | Benjamín Pineda |

| 1     | POR   | Matt Turner       |     |
| 19    | DEF   | Joe Scally        | 79' |
| 3     | DEF   | Walker Zimmerman  |     |
| 4     | DEF   | Chris Richards    |     |
| 5     | DEF   | Antonee Robinson  |     |
| 11    | MED   | Brenden Aaronson  | 68' |
| 6     | MED   | Yunus Musah       |     |
| 21    | MED   | Timothy Weah      |     |
| 7     | MED   | Giovanni Reyna    | 46' |
| 10    | MED   | Christian Pulisic |     |
| 20    | DEL   | Folarin Balogun   | 76' |
| D. T. | D. T. | B. J. Callaghan   |     |

| 18    | POR   | Milan Borjan      |     |
| 2     | DEF   | Alistair Johnston | 60' |
| 23    | DEF   | Scott Kennedy     | 61' |
| 4     | DEF   | Kamal Miller      |     |
| 22    | DEF   | Richie Laryea     |     |
| 19    | MED   | Alphonso Davies   |     |
| 7     | MED   | Stephen Eustáquio | 89' |
| 8     | MED   | Ismaël Koné       |     |
| 21    | MED   | Jonathan Osorio   | 61' |
| 20    | DEL   | Jonathan David    |     |
| 17    | DEL   | Cyle Larin        | 76' |
| D. T. | D. T. | John Herdman      |     |

| 14 | MED | Luca de la Torre | 46' |
| 15 | MED | Johnny Cardoso   | 68' |
| 9  | DEL | Ricardo Pepi     | 76' |
| 23 | DEF | Auston Trusty    | 79' |

| 11 | DEL | Tajon Buchanan  | 60' |
| 5  | DEF | Steven Vitória  | 61' |
| 3  | DEF | Sam Adekugbe    | 61' |
| 9  | DEL | Lucas Cavallini | 76' |
| 10 | DEL | Junior Hoilett  | 89' |

| 12' · 34' | Chris Richards Folarin Balogun | 1:0 2:0 |

| 80' · 81' | Johnny Cardoso Matt Turner |

| 16' · 45+4' | Scott Kennedy Richie Laryea |

| Principal  | Said Martínez     |
| Asistentes | Walter López      |
|            | Christian Ramírez |
| Cuarto     | Selvin Brown      |

| VAR            | Ricardo Montero |
| Asistentes VAR | Benjamín Pineda |

|                                   |
| Bandera de Estados Unidos         |
| Campeón Estados Unidos 2.º título |